# Protogoniomorpha
Protogoniomorpha es un género de lepidópteros de la subfamilia  Nymphalinae, familia Nymphalidae que se encuentra en África.

## Especies
- Protogoniomorpha anacardii (Linnaeus, 1758)
- Protogoniomorpha duprei Vinson, 1863 (a veces listado como subespecie de Protogoniomorpha anacardii)
- Protogoniomorpha parhassus (Druce, 1782)
- Protogoniomorpha temora Felder, 1867